# تيوفيل فوارول
تيوفيل فوارول (بالفرنسية: Théophile Voirol)‏ ـ (تافان، كانتون برن، 3 سبتمبر 1781 ـ بيزنسون، 15 سبتمبر 1853) هو جنرال سويسري خدم في جيش الجمهورية الفرنسية، ثم رفعه الملك لويس فيليب الأول إلى مصاف النبلاء بعد مشاركته في احتلال الجزائر.
ولد فوارول في عائلة ثرية في تافان في منطقة جبال جورا بسويسرا. في الثانية عشرة من عمره، أرسله أبوه ـ الذي كان قسًا ـ إلى بازل ليتدرب على العمل بالتجارة، غير أنه رغب عن هذه المهنة.
وفي أعقاب اندلاع الثورة الفرنسية سنة 1789، استولت قوات الجمهورية الفرنسية سنة 1792 على أراضي أسقف بازل وضمتها إلى فرنسا، وشرعت في تجنيد العديد من شباب المنطقة في الجيش الفرنسي، وكان ممن وقع عليهم الاختيار شقيق تيوفيل الأكبر، الذي اغتمت الأسرة لتجنيده، لكن تيوفيل ـ الذي كان في الثامنة عشرة من عمره ـ سرعان ما قدم نفسه بدلًا من أخيه، وكانت هذه بداية خدمته الطويلة والمجيدة في الجيش الفرنسي، الذي ظل في صفوفه رغم تعاقب الحكام والأنظمة، فخدم في عهد القناصل وعهد الإمبراطورية الأولى، وظل في موقعه بعد استعادة بوربون، ثم في عهد ملكية يوليو.

## وفاته
استقر فوارول منذ سنة 1848 في بيزنسون، حيث توفي في 15 سبتمبر 1853.